# Бедфорд (Нью-Гемпшир)
Бедфорд (англ. Bedford) — місто (англ. town) в США, в окрузі Гіллсборо штату Нью-Гемпшир. Населення — 23 322 особи (2020).

## Демографія
Згідно з переписом 2010 року, у місті мешкали 21 203 особи в 7364 домогосподарствах у складі 5834 родин. Було 7634 помешкання
Расовий склад населення:
| - 94,5 % — білих - 2,9 % — азіатів - 0,6 % — чорних або афроамериканців - 0,1 % — корінних американців |

До двох чи більше рас належало 1,4 %. Частка іспаномовних становила 1,7 % від усіх жителів.
За віковим діапазоном населення розподілялося таким чином: 28,6 % — особи молодші 18 років, 57,9 % — особи у віці 18—64 років, 13,5 % — особи у віці 65 років та старші. Медіана віку мешканця становила 42,3 року. На 100 осіб жіночої статі у місті припадало 95,7 чоловіків;  на 100 жінок у віці від 18 років та старших — 92,1 чоловіків також старших 18 років.
Середній дохід на одне домашнє господарство  становив 156 011 долар США (медіана — 127 945), а середній дохід на одну сім'ю — 174 458 доларів (медіана — 143 445). Медіана доходів становила 103 110 доларів для чоловіків та 68 494 долари для жінок. За межею бідності перебувало 1,8 % осіб, у тому числі 1,2 % дітей у віці до 18 років та 2,5 % осіб у віці 65 років та старших.
Цивільне працевлаштоване населення становило 11 462 особи. Основні галузі зайнятості: освіта, охорона здоров'я та соціальна допомога — 26,8 %, науковці, спеціалісти, менеджери — 14,4 %, фінанси, страхування та нерухомість — 13,8 %.